# 신조촌 (니가타현)
신조촌(信条村)은 니가타현 미나미칸바라군에 설치되었던 촌이다.